# Contorno

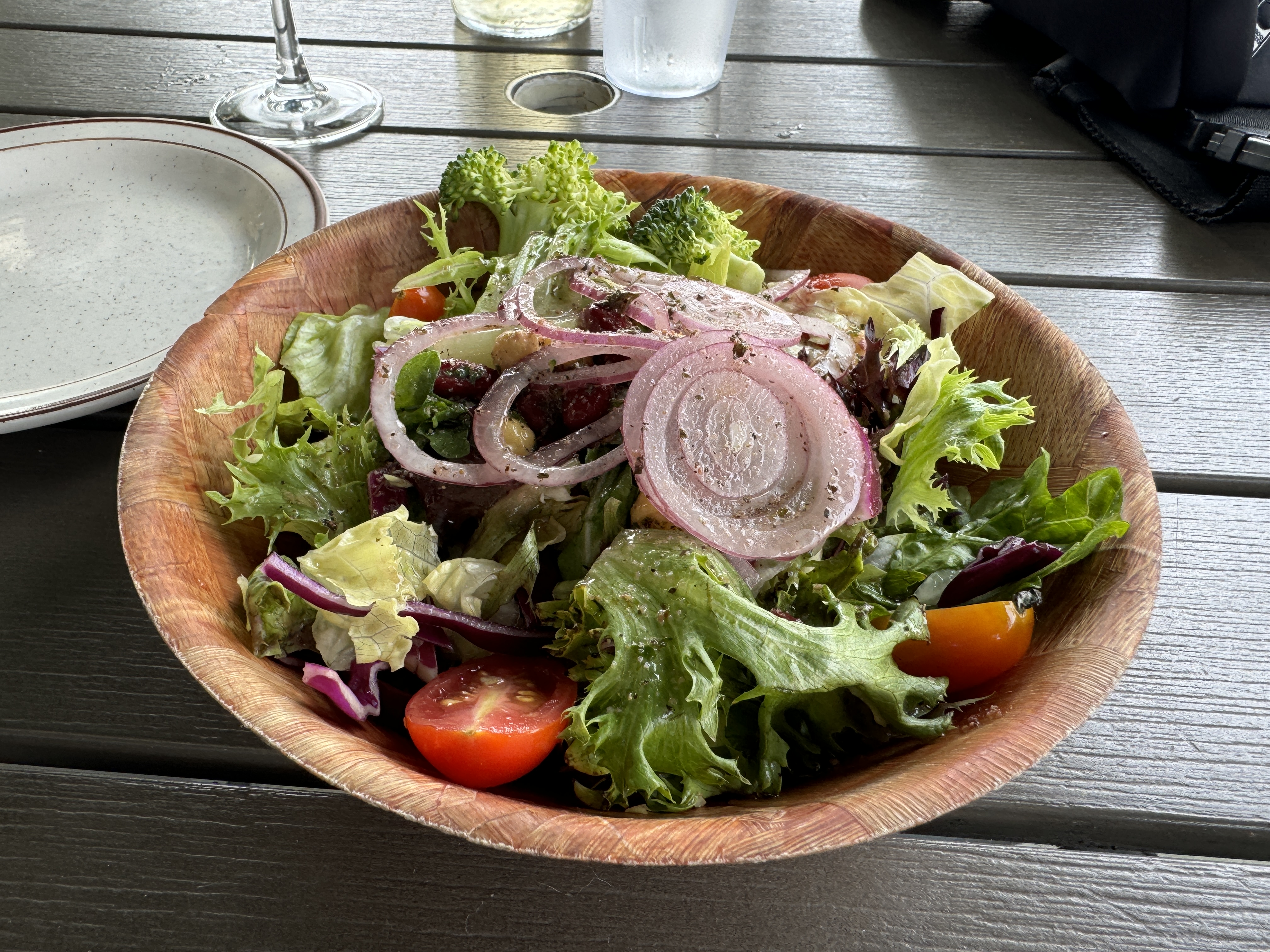
Un piatto di insalata mista, tipico contorno crudo

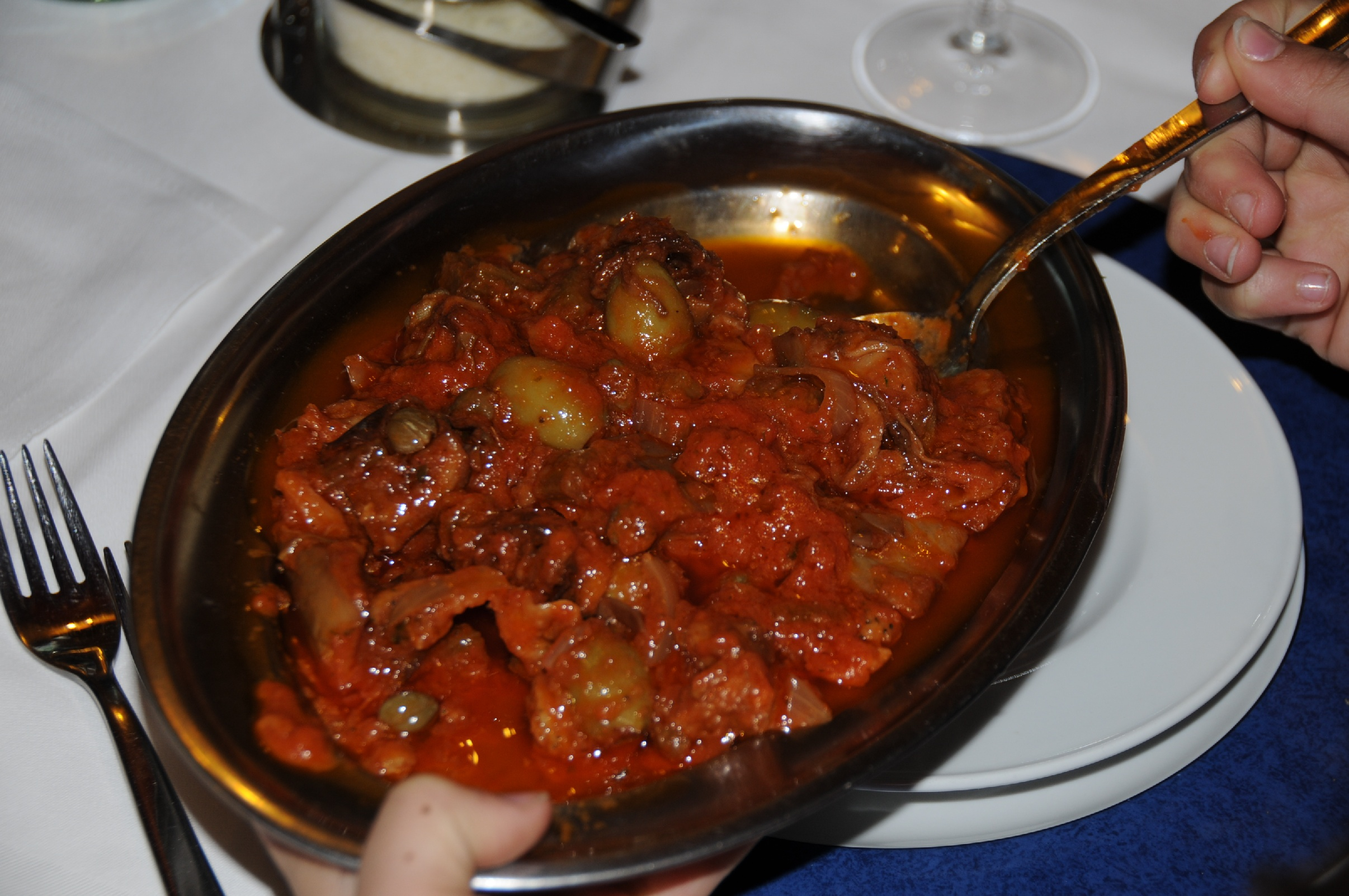
La caponata, un contorno cotto

Per contorno s'intende una portata di verdura o ortaggi crudi o cotti, patate, funghi o legumi come fagioli, piselli, lenticchie, ceci, in accompagnamento al secondo piatto di carne, pesce o uova. Fuori d'Italia (ad esempio in Francia) anche la pasta può essere servita come contorno. A volte i contorni vengono serviti nello stesso piatto della pietanza che accompagnano, altre volte su un piatto a parte, più piccolo.

## Aspetti nutrizionali
In genere il contorno consumato nei pasti principali, specialmente se crudo, risulta ad alto contenuto fibre alimentari, vitamine e sali minerali e si contrappone a un primo più ricco di carboidrati e a un secondo piatto dove prevalgono le proteine.